# Achromobacter marplatensis
Achromobacter marplatensis es una especie de  bacteria gramnegativa del género Achromobacter. Fue descrita en el año 2011 a partir de un aislamiento del 2001. Su etimología hace referencia a la ciudad argentina de Mar del Plata. Es aerobia y móvil. Tiene un tamaño de 0,5-1 μm de largo. Catalasa y oxidasa positivas. Temperatura de crecimiento entre 15-40 °C. Es resistente a los antibióticos: kanamicina. Sensible a los antibióticos  amoxicilina, ampicilina y carbenicilina. Crece en agar MacConkey. Se ha aislado del suelo en la ciudad Mar del Plata, Argentina. También se ha aislado de la remolacha. Además, se ha relacionado con algunos casos de neumonía en pacientes con fibrosis quística. Por otro lado, se han aislado bacteriófagos líticos de A. marplatensis, como AMA1 y AMA2. 

## Taxonomía
Se considera a Achromobacter spiritinus como un sinónimo de esta especie.